# دوري هونغ كونغ لكرة القدم 1978–79
دوري هونغ كونغ لكرة القدم 1978–79 هو الموسم 34 من دوري هونغ كونغ لكرة القدم ‏. كان عدد الأندية المشاركة فيه 12، وفاز فيه نادي سيكو ‏.